# Dembo
 Dembo è un comune del Ciad situato nel dipartimento di Barh Sara, provincia di Mandoul.